# فردریک لائو
فردریک لائو (آلمانی: Frederick Lau؛ زادهٔ ۱۷ اوت ۱۹۸۹) یک هنرپیشه اهل آلمان است. وی از سال ۲۰۰۰ میلادی تاکنون مشغول فعالیت بوده‌است.
از فیلم‌ها یا برنامه‌های تلویزیونی که وی در آن نقش داشته است می‌توان به موج، کنتس، ویکتوریا و هتل هوس اشاره کرد.